# Стефани Кирякова
Стефани Радославова  Кирякова е българска състезателка по художествена гимнастика, златен олимпийски медалист от Токио 2020.
Два пъти Стефани е бронзов медалист от световните първенства в София и Баку през 2018 и 2019 година. Златна медалистка е на 5 обръча от световното първенство в София през 2018 година.
Започва да тренира художествена гимнастика на 6-годишна възраст в Бургас. През 2018 става част от ансамбъл заедно с Елена Бинева, Симона Дянкова, Лаура Траатс и Мадлен Радуканова, заменяйки контузената Теодора Александрова.
Почетен гражданин на София (2021)